# Harttonen
Harttonen zijn de geluiden die het hart maakt. Ze kunnen makkelijk beluisterd worden met een stethoscoop of worden opgenomen met een phonocardiogram. De fysiologische harttonen worden onderverdeeld in twee categorieën: 2 hoofdtonen (S1 en S2) en 2 additionele geluiden (S3 en S4).

## De 2 hoofdtonen
De 2 hoofdtonen worden veroorzaakt door het sluiten van hartkleppen:
- Voor S1 zijn dit de atrioventriculaire kleppen (mitralisklep voor de linkerharthelft, tricuspidalisklep voor de rechterharthelft).
- Voor S2 zijn dit de semilunariskleppen (de aortaklep voor de linkerharthelft en de pulmonalisklep voor de rechterharthelft).

Het sluiten van de kleppen zelf maakt echter geen geluid. Het is de turbulentie van het bloed als gevolg van de sluiting die het geluid veroorzaakt. Meestal is het geluid van S1 ook luider, langer en van een lagere frequentie dan S2

## De 2 additionele tonen
De andere 2 tonen worden door 2 verschillende processen veroorzaakt:
- S3 ontstaat in de vroege diastole en kan bij sommige normale individuen gehoord worden (vooral bij kinderen). Vooral bij kinderen wordt deze derde harttoon veroorzaakt door een snelle vulling van de ventrikels, hetgeen resulteert in een terugslag van de ventrikelwanden omdat deze slechts een beperkte distensibiliteit hebben. Bij volwassenen ligt er een andere oorzaak aan de basis van deze derde harttoon. Meestal is S3 het gevolg van een ventrikel waar nog te veel volume in zit na de systole. Als er dan nog eens het volume bij komt van de diastole, dan zal er bloed terugstromen van het ventrikel naar de atria. Bij een hoger hartritme dan normaal zal het bij komen van S3 een protodiastolische galop veroorzaken. Een "galop-ritme" is wanneer 3 hartgeluiden samen klinken als het hoefgeluid van een galopperend paard.
- S4 is meestal een pathologische aandoening. Dit ontstaat wanneer de atria ongewoon hard samentrekken en wanneer de ventrikels een heel lage compliantie (dus een lage elastantie) hebben. Dit betekent dat het ventrikel niet veerkrachtig genoeg is en dus vrij star is. Hierdoor ontstaat een geluid. Bij een verhoogd ritme ontstaat hierdoor een presystolische galop.

Een combinatie van de harttonen S1, S2, S3, en S4 wordt een summatiegalop genoemd.